# 南区街道
22°29′08″N 113°21′16″E / 22.485429°N 113.354416°E
南区街道是中华人民共和国广东省中山市下辖的一个乡镇级行政单位，位于中山市中部，与中山市的东区、石岐区、沙溪镇、大涌镇、板芙镇、五桂山区相邻。面积48平方公里。南区2008年的国内生产总值（GDP）为25.7亿元。於1997年由環城區更名為南區。

## 行政区划
南区街道下辖以下地区：
环城社区、城南社区、恒美社区、沙涌社区、渡头社区、竹秀园社区、北台社区、树涌社区、马岭社区和福涌社区。
截至2021年末，南區街道常住人口90270人，户籍人口約3.8萬人。